# Khao niao mamuang
Khao niao mamuang (em tailandês:  ข้าวเหนียวมะม่วง), ou arroz doce de manga, é uma sobremesa tradicional Tailandesa feita com arroz glutinoso, manga fresca e leite de coco, e comida com um garfo, colher, ou às vezes com as mãos. Embora tenha sua origem na Tailândia, é consumida em toda a região Indochina do Sudeste da Ásia, incluindo Laos, Camboja e Vietnã. Arroz doce de manga geralmente é comido no pico da temporada de manga, entre Abril e Maio, na Tailândia.
Existem versões do prato que utilizam outros tipos de arroz, como o arroz jasmine negro tailandês, misturado ao arroz branco. Dessa forma, ao cozinhar os dois tipos juntos, o arroz branco suga a coloração do negro, tornando-se de uma tonalidade próxima ao magenta, mas mais escura. 

## Método de preparação

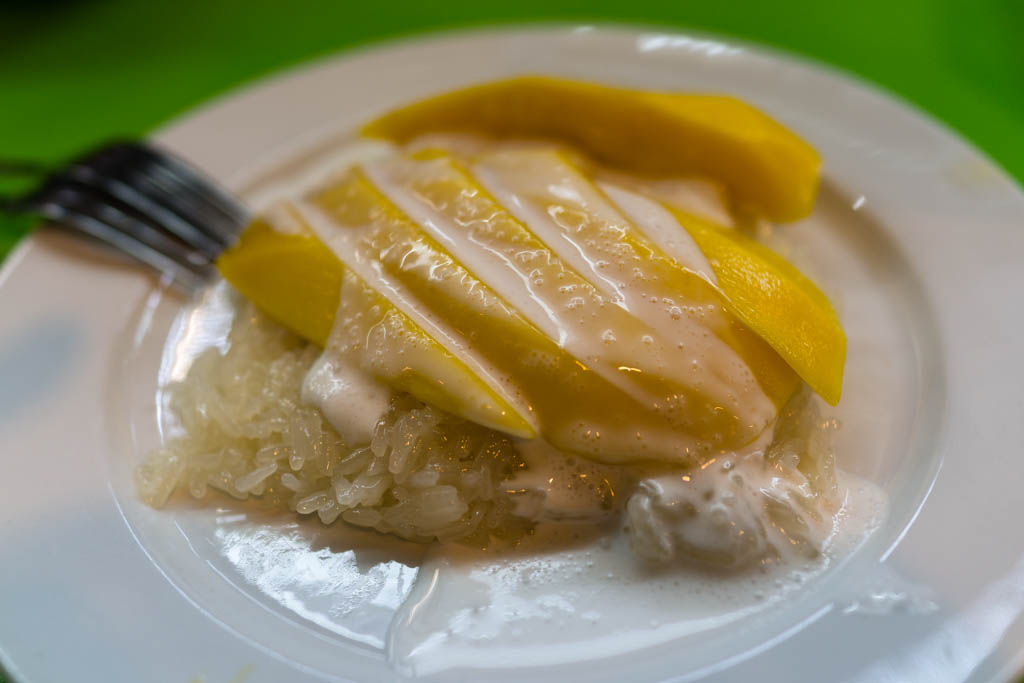
Arroz doce de manga

Os principais ingredientes são arroz glutinoso, leite de coco fresco ou industrializado, sal, açúcar de palma e mangas.
Para preparar o prato, o arroz é e colocado de molho e, em seguida, cozido a vapor. O leite de coco é misturado com o sal e o açúcar, e aquecido sem ferver. Depois que o arroz já está cozido, o leite de coco "temperado" e o arroz são misturados uniformemente e deixados para descansar, para que o leite seja absorvido pelo arroz. As mangas são descascadas e fatiadas. Para servir o prato, o arroz é colocado em um prato com algumas fatias de manga colocadas no topo ou na lateral, e o leite de coco restante da preparação da receita é regado por cima do arroz. Às vezes, o arroz também pode ser coberto com feijões mungo crocantes.
O motivo para o uso de arroz glutinoso (pegajoso) é porque este é mais doce que o arroz pegajoso padrão da Tailândia e porque a textura fica ideal.
Como com muitas sobremesas à base de arroz, é melhor comer o khao niao mamuang logo depois dele ser comprado ou preparado, porque o arroz glutinoso se torna duro quando refrigerado e leite de coco azeda rapidamente.